# Papurana waliesa
Espèce
Synonymes
- Rana waliesa Kraus & Allison, 2007
- Hylarana waliesa (Kraus & Allison, 2007)

Statut de conservation UICN

 VU B2ab(iii) : Vulnérable
Papurana waliesa est une espèce d'amphibiens de la famille des Ranidae.

## Répartition
Cette espèce est endémique de Papouasie-Nouvelle-Guinée. Elle se rencontre jusqu'à 600 m d'altitude, :
- dans l'extrême Sud-Est de la Nouvelle-Guinée dans les monts Pini et le Sud de la chaîne Owen Stanley ;
- dans l'archipel d'Entrecasteaux, sur les îles Fergusson, Goodenough et Île Normanby.

## Étymologie
Le nom spécifique waliesa vient du dobu waliesa, l'homonyme, en l'honneur de Fred Malesa.

## Publication originale
- Kraus & Allison, 2007 : Taxonomic notes on frogs of the genus Rana from Milne Bay Province, Papua New Guinea. Herpetological Monographs, vol. 21, p. 33-75.